# 1922 na arte

## Eventos
- 11 a 18 de fevereiro - Semana de Arte Moderna, que ocorreu no Teatro Municipal de São Paulo, da qual participaram nomes como Mário de Andrade; Oswald de Andrade; Anita Malfatti; Victor Brecheret, entre outros.
- Setembro - Inauguração da Exposição Internacional de 1922, no Rio de Janeiro, da qual participaram vários páises como: Argentina, Bélgica, México, Noruega, Japão e Portugal.
- A Casa de Camilo Castelo Branco foi transformada em museu.

## Nascimentos
| Data          | Nome                    | Profissão                                                     | Nacionalidade  | Observações | Ref   |
| ------------- | ----------------------- | ------------------------------------------------------------- | -------------- | ----------- | ----- |
| 23 de abril   | Isolino Vaz             | pintor, jornalista e professor                                | Portugal       | m. 1992     |       |
| 26 de Maio    | Antônio Bandeira        | pintor                                                        | Brasil         | m. 1967     |       |
| 18 de Julho   | Arcangelo Ianelli       | pintor pintor, escultor, ilustrador e desenhista              | Brasil         | m. 2009     |       |
| 27 de Agosto  | Kelly Freas             | ilustrador                                                    | Estados Unidos | m. 2005     |       |
| 22 de Outubro | Hermelindo Fiaminghi    | pintor, desenhista, artista gráfico, litógrafo e publicitário | Brasil         | m. 2004     |       |
| 28 de outubro | Fernando Alves de Sousa | pintor e escultor                                             | Portugal       | m. 2012     | [ 1 ] |
| 8 de Novembro | Aldemir Martins         | artista plástico                                              | Brasil         | m. 2006     |       |
| 8 de Dezembro | Lucian Freud            | pintor                                                        | Alemanha       | m. 2011     |       |
| ??            | Antônio Bandeira        | pintor e desenhista                                           | Brasil         | m. 1967     |       |

## Mortes
| Data           | Nome                 | Profissão | Nacionalidade | Observações | Ref |
| -------------- | -------------------- | --------- | ------------- | ----------- | --- |
| 26 de Maio     | Aurélia de Sousa     | pintora   | Portugal      | n. 1866     |     |
| 8 de Julho     | Ferdinand Keller     | pintor    | Alemanha      | n. 1842     |     |
| 1 de Setembro  | Edmund Leighton      | pintor    | Reino Unido   | n. 1853     |     |
| 8 de Setembro  | Léon Bonnat          | pintor    | França        | n. 1833     |     |
| 3 de Novembro  | Duarte Maia          | pintor    | Portugal      | n. 1867     |     |
| 13 de Dezembro | John William Godward | pintor    | Reino Unido   | n. 1861     |     |